# 韋爾 (麻薩諸塞州普查規定居民點)
韋爾（英語：Ware）是位於美國麻薩諸塞州漢普夏縣的一個普查規定居民點。

## 人口
根據2020年美國人口普查的數據，韋爾的面積為16.46平方千米，當中陸地面積為16.11平方千米，而水域面積為0.35平方千米。當地共有人口6266人，而人口密度為每平方千米380.68人。